# Bułgarscy arcymistrzowie szachowi
Lista bułgarskich szachistów, posiadających tytuły arcymistrzów (GM) i arcymistrzyń (WGM), zarówno w grze klasycznej, korespondencyjnej, kompozycji szachowej, jak i w rozwiązywaniu zadań szachowych oraz tytuły arcymistrzów honorowych (HGM), przyznawanych za osiągnięcia w przeszłości. Obejmuje także zawodników, którzy barwy Bułgarii reprezentowali tylko w pewnym okresie swojego życia.

## Szachy klasyczne

### arcymistrzowie
| Zawodnicy           | Rok urodzenia | Rok śmierci | Rok nadania | Uwagi                        |
| ------------------- | ------------- | ----------- | ----------- | ---------------------------- |
| Petyr Arnaudow      | 1986          |             | 2013        |                              |
| Ilija Balinow       | 1966          |             | 1999        | obecnie Austria              |
| Miłko Bobocow       | 1931          | 2000        | 1961        |                              |
| Dejan Bożkow        | 1977          |             | 2008        |                              |
| Boris Czatałbaszew  | 1974          |             | 1997        |                              |
| Iwan Czeparinow     | 1986          |             | 2004        |                              |
| Aleksandyr Dełczew  | 1971          |             | 1997        |                              |
| Władimir Dimitrow   | 1968          |             | 1993        |                              |
| Dimityr Donczew     | 1958          |             | 1990        |                              |
| Petyr Drenczew      | 1977          |             | 2011        |                              |
| Ewgeni Ermenkow     | 1949          |             | 2003        | również Palestyna            |
| Petyr Genow         | 1970          |             | 2002        |                              |
| Kirił Georgiew      | 1965          |             | 1984        | w latach 2002–2005 Macedonia |
| Krum Georgiew       | 1958          |             | 1988        |                              |
| Władimir Georgiew   | 1975          |             | 2000        | obecnie Macedonia            |
| Grigor Grigorow     | 1987          |             | 2011        |                              |
| Wencisław Inkiow    | 1956          |             | 1982        |                              |
| Ewgeni Janew        | 1973          |             | 2002        |                              |
| Walentin Jotow      | 1988          |             | 2008        |                              |
| Nino Kirow          | 1945          | 2008        | 1975        |                              |
| Atanas Kolew        | 1967          |             | 1993        |                              |
| Walentin Łukow      | 1955          |             | 1988        |                              |
| Momcził Nikołow     | 1985          |             | 2010        |                              |
| Nikołaj Ninow       | 1969          |             | 2012        |                              |
| Władimir Petkow     | 1971          |             | 2007        |                              |
| Marijan Petrow      | 1975          |             | 2010        |                              |
| Miłko Popczew       | 1964          |             | 1998        |                              |
| Nikoła Pydewski     | 1933          |             | 1964        |                              |
| Julian Radułski     | 1972          | 2013        | 2004        |                              |
| Iwan Radułow        | 1939          |             | 1972        |                              |
| Krasimir Rusew      | 1983          |             | 2008        |                              |
| Ljuben Spasow       | 1943          |             | 1976        |                              |
| Wasił Spasow        | 1971          |             | 1990        |                              |
| Nikoła Spiridonow   | 1938          | 2021        | 1979        |                              |
| Antoaneta Stefanowa | 1979          |             | 2002        |                              |
| Todor Todorow       | 1974          |             | 2006        |                              |
| Weselin Topałow     | 1975          |             | 1992        |                              |
| Georgi Tringow      | 1937          | 2000        | 1963        |                              |
| Milen Wasilew       | 1978          |             | 2008        |                              |
| Petyr Welikow       | 1951          |             | 1982        |                              |

### arcymistrzynie
| Zawodniczki         | Rok urodzenia | Rok śmierci | Rok nadania | Uwagi                                                     |
| ------------------- | ------------- | ----------- | ----------- | --------------------------------------------------------- |
| Wenka Asenowa       | 1930          | 1986        | 1986        | tytuł honorowy                                            |
| Silvia Collas       | 1974          |             | 1998        | z domu Aleksiewa, obecnie Francja, +mistrz międzynarodowy |
| Emilia Dżingarowa   | 1978          |             | 2003        |                                                           |
| Antonia Iwanowa     | 1930          | 2004        | 1983        | tytuł honorowy                                            |
| Vera Jürgens        | 1969          |             | 1993        | z domu Pejczewa, obecnie Niemcy                           |
| Tatjana Lemaczko    | 1948          | 2020        | 1977        | pochodzenie rosyjskie, obecnie Szwajcaria                 |
| Adriana Nikołowa    | 1988          |             | 2011        |                                                           |
| Antoaneta Stefanowa | 1979          |             | 1994        | +arcymistrz                                               |
| Marija Wełczewa     | 1976          |             | 1999        |                                                           |
| Iwa Widenowa        | 1987          |             | 2011        |                                                           |
| Margarita Wojska    | 1963          |             | 1985        |                                                           |

## Szachy korespondencyjne

### arcymistrzowie
| Zawodnicy                | Rok urodzenia | Rok śmierci | Rok nadania | Uwagi       |
| ------------------------ | ------------- | ----------- | ----------- | ----------- |
| Mladen Gudjew            | ?             |             | 1991        |             |
| Nikołaj Ninow            | 1969          |             | 2000        | +arcymistrz |
| Georgi Popow (szachista) | ?             |             | 1976        |             |

### arcymistrzynie
| Zawodniczki       | Rok urodzenia | Rok śmierci | Rok nadania | Uwagi |
| ----------------- | ------------- | ----------- | ----------- | ----- |
| Margarita Boczewa | 1963          |             | 2008        |       |

## Kompozycja szachowa

### arcymistrzowie
| Zawodnicy       | Rok urodzenia | Rok śmierci | Rok nadania | Uwagi |
| --------------- | ------------- | ----------- | ----------- | ----- |
| Wenelin Ałajkow | 1933          | 2007        | 1993        |       |
| Petko Petkow    | 1942          |             | 1984        |       |